# Chrám svatého Petra (Budyšín)

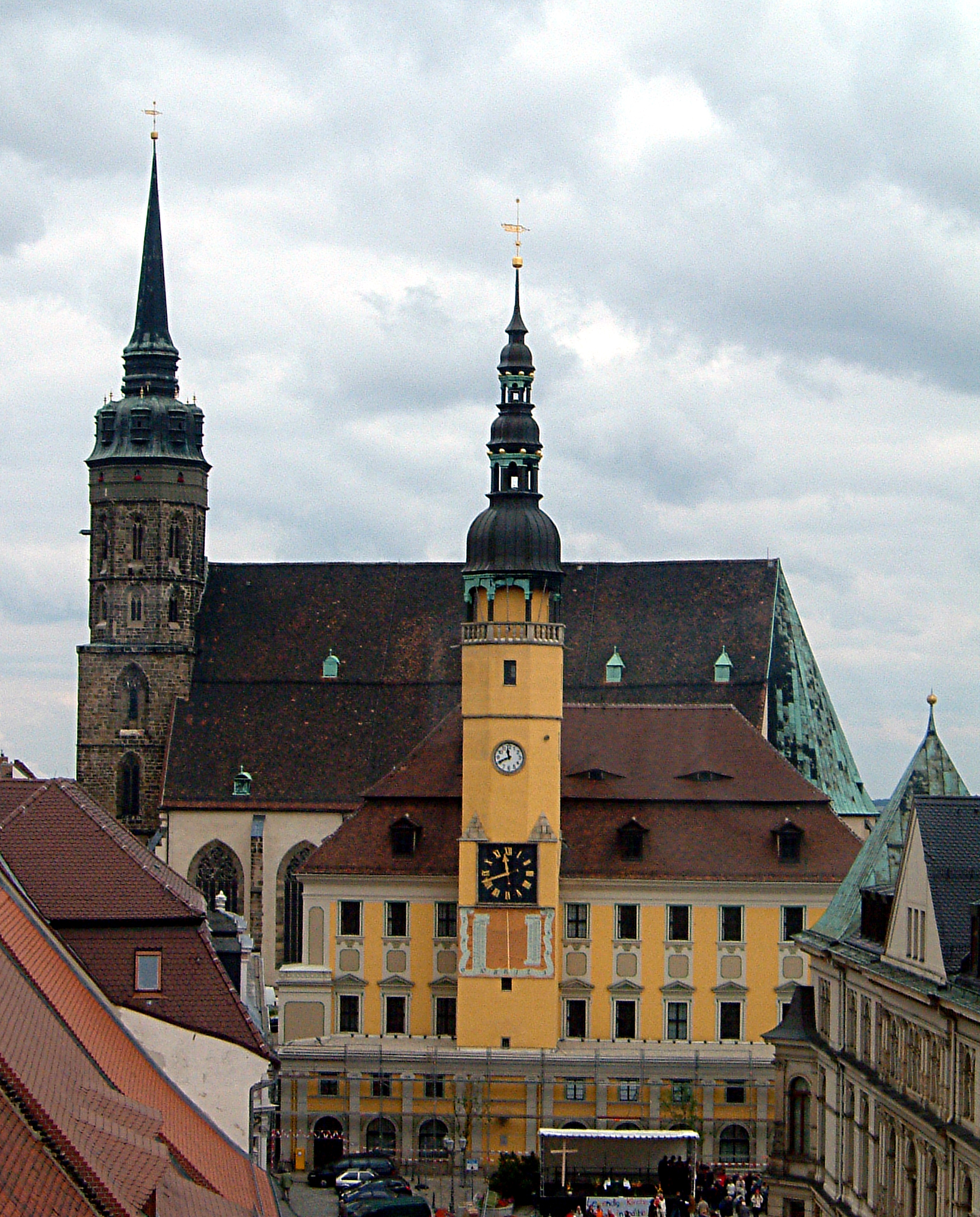
Chrám sv. Petra z jihu s radnicí

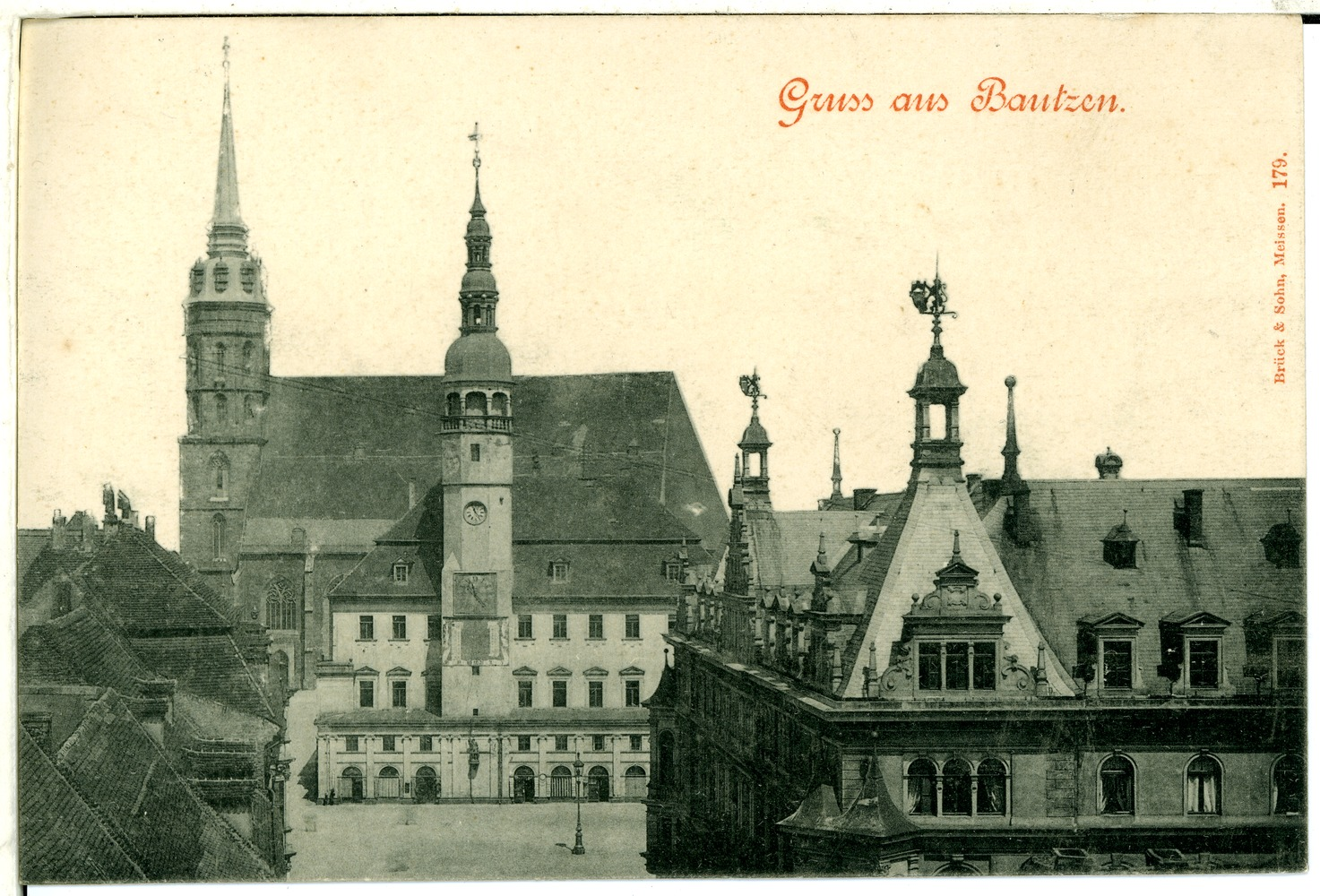
Chrám sv. Petra v roce 1898

Chrám svatého Petra v Budyšíně (německy Dom St. Petri, hornolužickosrbsky Tachantska cyrkej swj. Pětra) je jedním z největších simultánních kostelů v Německu a nejvyšší stavbou v Budyšíně. Je počítán mezi nejdůležitější sakrální stavby Saska a zároveň je nejstarší církevní lokalitou historického území Horní Lužice. Kostelní loď využívá největší protestantská komunita v Sasku: evangelicko-luterská církevní obec sv. Petra, chór náleží dvojjazyčné německo-srbské katolické farnosti sv. Petra. V letech 1921–1980 byl dóm katedrálou obnoveného míšeňského biskupství se sídlem v Budyšíně. Od přeložení sídla biskupa do Drážďan je konkatedrálou biskupství drážďansko-míšeňského. Chrám se nachází v budyšínském starém městě na náměstí Fleischmarkt naproti radnici.

## Stavební historie
Podle tradičního podání měl nechat třetí míšeňský biskup Eido (992–1015) postavit na místě dnešního chrámu nejstarší farní kostel pozdějšího města zasvěcený Janu Křtiteli. Historie současného chrámu pak začíná zřízením kolegiátní kapituly na počátku 13. století. Vysvěcení nově postaveného chóru se konalo 24. června 1221. Brzy došlo ke změně patrona, neboť roku 1237 se vedle Jana Křtitele v pramenech poprvé objevuje apoštol Petr, což byla reakce na získání Petrovy relikvie. Na konci 13. století probíhaly další stavební úpravy, v 15. století byl pak chrám těžce poškozen městským požárem. V období reformace přijala většina budyšínských obyvatel luterské vyznání. Již v roce 1530 zde povolila budyšínská kapitula samostatné evangelické bohoslužby, zásluhou děkana Johannese Leisentrita (1559–1586) však byly v chrámu nadále zachovány i bohoslužby katolické. Od té doby je Chrám svatého Petra simultánním kostelem, nejstarším svého druhu v Německu. Rozdělení chrámu na evangelickou hlavní loď a katolický chór vyznačovala již tehdy chórová přepážka (lectorium). V roce 1848 byl chrám rozdělen také v majetkovém ohledu, pročež byla roku 1851 instalována 4,5 m vysoká mříž, která prostor dělila až do rekonstrukce v roce 1952. Od té doby je zde 1 m vysoká chórová mříž. Městský požár v roce 1634 poničil nejen vyšší poschodí věže, střechu, dveře a okna, ale také veškeré gotické vybavení interiéru. Za napoleonských válek sloužil chrám jako lazaret, magazín a koňská stáj, takže bylo po roce 1812 nutné stavbu rekonstruovat. Evangeličtí a katoličtí iniciátoři této obnovy se tehdy domluvili na regotizačních úpravách dómu. Tyto novogotické úpravy provedl žitavský architekt Herrmann Knothe-Seek (1836–1911) v letech 1883–1911. Snaha o stylové sjednocení chrámového prostoru vedla k odstranění barokních bočních oltářů, zpovědnic, prospektů obou varhan a lavic. Původní plán dokonce počítal s tím, že barokní hlavní oltář a oltářní prostor v katolické části chrámu bude nahrazen novogotickým zařízením. Nakonec se tomu však podařilo zamezit, a tento oltářní prostor, stejně jako oltář poslední večeře, kazatelna a patronátní lóže zůstaly zachovány. Poškození stavby v dubnu 1945 bylo důvodem k poslední velké obnově v letech 1950–1955, která se snažila dodržet pravost materiálů a respektovala stavební i umělecké záměry stavitele. Vzhledem k finančním těžkostem v poválečném období však byla původní rozbitá vitrážová okna z 19. století nahrazena pouze pravoúhlými skleněnými tabulemi. Klenby promáčené skrze poničenou střechu vyžadovaly kompletně nové omítnutí. Dále byla obnovena vnější omítka celé stavby. Provedený průzkum prokázal, že vnitřek chrámu byl ve středověku vícebarevný. U svorníků klenby byly tedy původní barvy restaurovány a obnoveny. U příležitosti této renovace byly rovněž odklizeny novogotické prvky (boční oltáře a kazatelna v katolické části) z let 1883–1887. V evangelické části byly instalovány nové lavice a oltářní stůl z pískovce. V letech 2005–2006 probíhala vnější renovace chrámu a jeho oken na základě posudků z Technické univerzity v Drážďanech a Braniborské technické univerzity v Chotěbuzi. Po té následovalo roku 2013 kompletní restaurování interiéru. Dne 14. listopadu 2015 byl chrám znovu otevřen ekumenickou bohoslužbou obou křesťanských obcí.

## Popis stavby

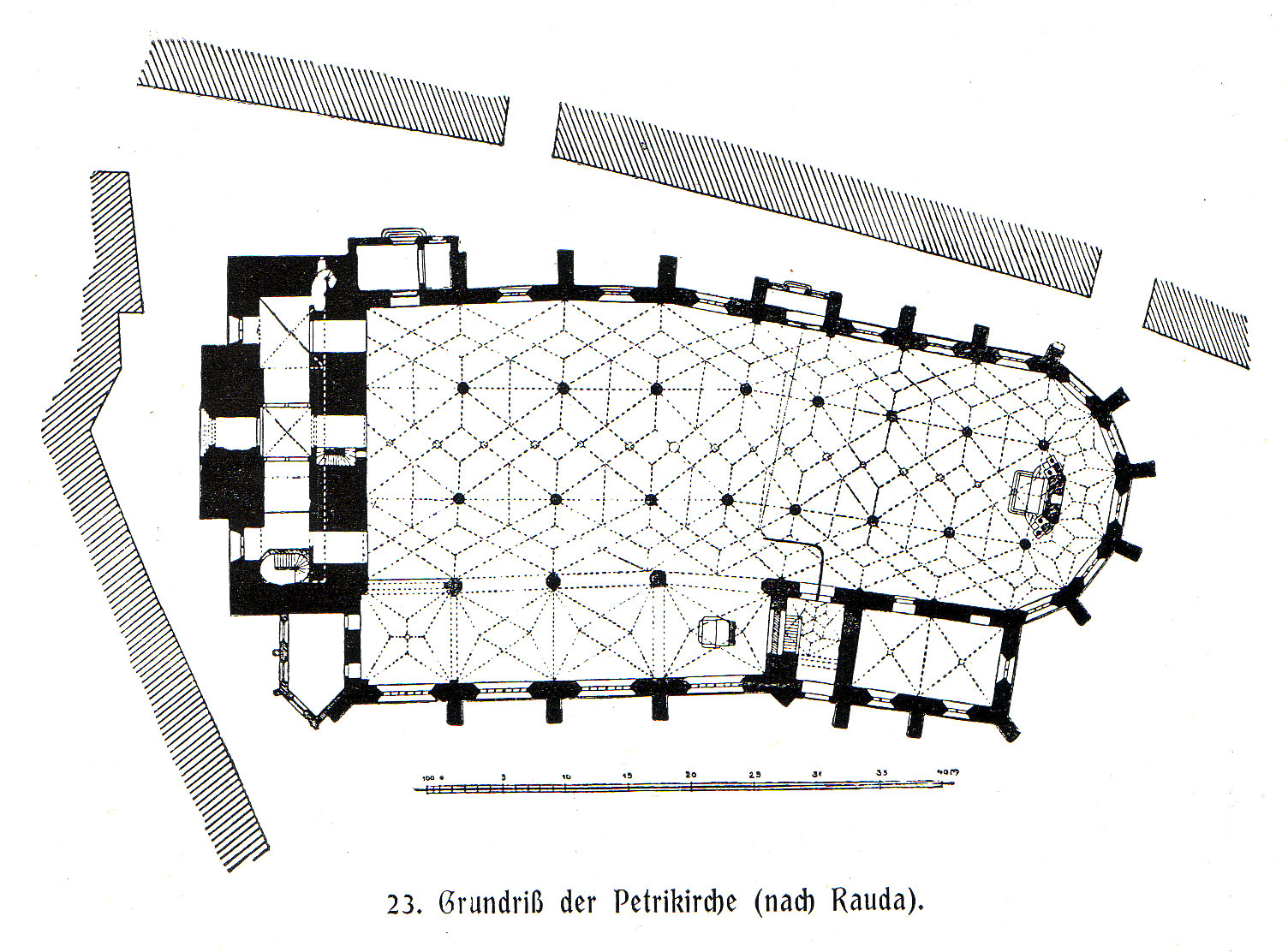
Půdorys s osovým vybočením

Rozlehlý halový kostel se sedlovou střechou převyšující okolní staré město zaujme nejdříve svou monumentální architektonickou jednotou. To platí nejen pro exteriér, ale také rozsáhlý interiér zakončený halovým chórovým ochozem. Při bližším pozorování jsou však čitelné nejrůznější nerovnosti a změny stavebních plánů, které odrážejí komplikovanou stavební historii. Nejstarší zachovanou částí je pozůstatek kvadratické západní věže. Lehce vyčnívající profilovaný západní portál a obloukový vlys nad nejnižším patrem pocházejí z druhé čtvrtiny 13. století. Kvadratickému typu věže tento stylistický prvek také odpovídá. Zatímco totiž v Sasku byla v této době běžná průčelí s dvojicí věží, v lužických farnostech se pod českým vlivem stavěly takovéto kvadratické západní věže. Rozměry 13,5 × 13,5 m svědčí o tom, že byla plánována větší církevní stavba, pravděpodobně bazilika. Chór vysvěcený v roce 1221 je podlouhlý, triumfální oblouk u vchodu do tohoto chóru se nachází mezi třetím a čtvrtým klenebním polem. V půdorysu chrámu je patrná výrazná osová dislokace, neboť osa chóru se odchyluje od osy kostelní lodi. Vysvětlení tohoto zakřivení jsou jen hypotetická, další stavební fáze, v nichž se postupně stavěl trojlodní halový kostel s třemi klenebními poli, jsou však stále patrné. Typ halového kostela není v pozdním 13. století v Čechách, v Lužici a Slezsku ničím neobvyklým. Architektonické formy druhého a třetího poschodí věže jsou z poloviny 14. století, tradovaná data z let 1344 a 1364 odpovídají této vrcholně gotické stavbě. Charakteristická báň s vysokou helmicí (výška věže je 83,7 m) vznikala v letech 1664–1666 a jejím autorem je budyšínský radní stavitel Martin Pötzsch. Pod ní je prostor pro 5 zvonů (zvonící v A-dur; z roku 1827), ještě níže je dodnes obydlený věžní byt. Doba, kdy měla být postavena čtvrtá jižní loď, se traduje pro období let 1456–1463. Podobná široká okna s bohatě zdobenou kružbou se nacházejí také v severní lodi farního kostela sv. Petra a Pavla ve Zhořelci. Zde je jisté, že se na stavbě podílela stejná huť. Čtvrté a nejvýchodnější klenební pole si muselo vyžádat rozšíření vrcholně gotického chóru, neboť loď při jeho stavbě ještě neexistovala. Typ halového chórového ochozu není ve druhé polovině 15. století zcela běžný, je však doložen i v jiných místech Saska. Jednotné a velkorysé pojetí chrámu působí jako dílo pozdně gotického architekta. Snad jím byl jistý mistr Heinrich, který v roce 1493 dohlížel na stavbu zhořeleckého kostela sv. Petra a Pavla. Přesně z této doby (1492–1497) totiž pochází zaklenutí budyšínského chrámu. Saskou inovací je provedení vrcholu klenby, v němž jsou klenby tří lodí vzájemně spojeny, čímž je vytvořen dojem jednotného prostoru. Také z „nouze“ osového zakřivení uměl tento mistr udělat „ctnost“: souhrou širších klenebních polí na západě s užšími poli na východě je v osovém pohledu vytvořen optický efekt velké hloubky prostoru. V jednotlivostech je potom stavba velmi úsporná, pouze svorníky v chóru jsou zdobeny reliéfy. Tyto čtyři svorníky zobrazují od východu na západ: Jana Evangelistu, Marii s Ježíškem, Petra a Pavla. Ostatní svorníky v lodi jsou zdobeny malbami znaků církevních institucí a měst, které přispěly na obnovu chrámu po třicetileté válce. Sloupy na severní straně schodiště vedoucího k empoře zobrazují figuru sv. Pavla.

## Interiér

### Chór
- Hlavní oltář z mramoru pocházejícího z Maxenského zlomu u Drážďan je dílem v Drážďanech působícího Itala Giovanniho Marii Fossatiho. Pískovcové skulptury vytvořil Permoserův žák Benjamin Thomae (1682–1751). Oba oltářní obrazy namaloval v Benátkách narozený drážďanský dvorní malíř Giovanni Antonio Pellegrini (1675–1741). Nad členitým podstavcem se vypíná architektura se dvěma páry sloupů, které lemují oltářní obraz se znázorněním předání klíčů od království nebeského apoštolu Petrovi. Nad kladím jsou umístěny štítové formy, v jejichž středním poli je obraz Boha Otce, jenž ke svému srdci tiskne zeměkouli. Na vrcholu oltáře je potom figura archanděla Michaela v římské zbroji s helmou, plamenným mečem a štítem se jménem v hebrejštině. O patro níže jsou vpravo a vlevo po stranách oltáře dvě postavy v životní velikosti, které představují Jana Křtitele a Jana Evangelistu. Na horní římse spodní části oltáře stojí dvě figury: biskup Donatus a biskup Benno. V bočních stranách štítu sedí dva andělé se svitky epištol s textem z listu Římanům 11,36. Tyto pískovcové figury byly při poslední renovaci oltáře v letech 1972–1973 patinovány do alabastrového zbarvení a částečně pozlaceny. Ikonograficky je tato kompozice interpretována takto: Michael je tu zobrazen jako patron města Budyšína, který podle tradice zachránil město před husity a k jehož uctění byl také před branami města postaven kostel sv. Michala. Biskup Benno, biskup Donatus a Jan Evangelista jsou patrony starého míšeňského biskupství, k němuž budyšínská kapitula přináležela a jehož právním nástupcem v Lužici se později stala. Jan Křtitel byl původním patronem dómu, Petr jeho současným ochráncem. Oltářní stůl ve tvaru sarkofágu, který byl původně umístěn nad starým gotickým zděným stolem, je označen nápisem: HonorI trIVnIVs DeI et sanCtL PetrI aLtare saCratVM est („Oltář byl zasvěcen Trojjedinnosti Boží a svatému Petrovi“). Jedná se o chronogram, jehož zvýrazněná písmena (s výjimkou začátečního „H“) tvoří v římských číslicích letopočet 1771.[8] Uprostřed pohledové strany se nachází kartuš se symbolickým znázorněním Trojice a erbem děkana Jakoba Woskyho von Bärenstamm (1692–1771). Při neogotických úpravách byl barokní oltářní obraz nahrazen malbou Franze Wenzela Schwarze (1842–1919) na stejné téma. Tento obraz je dnes na východní stěně chóru.[9]
- Chórová lavice z dubového dřeva se nachází na severní a jižní straně oltářního prostoru. Jejím autorem je neznámý mistr z doby vzniku hlavního oltáře. Opěradla zdobená zdobená plastickými květinovými závěsy jsou rozdělena do tří polí. Černo-bílým mramorovým obkladem se vzorem šachovnice je nad chórem vyvýšen oltářní prostor, jehož celkové řešení pochází od Fossatiho.[9]
- Křížový oltář byl původně koncipován pro střední loď na místo před chórem. V 18. a 19. století se nacházel na severní straně chórového ochozu, nyní je jeho místo na jižní straně chóru.[9]
- Krucifix – Před tímto oltářem je na zdi umístěný krucifix, který vytvořil Balthasar Permoser v letech 1713/14. Jedná se o figurální polychromovanou skulpturu z lipového dřeva v nadživotní velikosti. Tento krucifix, který zaujme svou výrazovou silou, Permoser budyšínskému chrámu věnoval.[9]
- Bolestiplná Matka Boží (Mater Dolorosa) je socha Panny Marie, která se nachází nalevo od křížového oltáře. Marie s mečem v srdci drží v pravé ruce hřeb z Kristova kříže, v levé jeho trnovou korunu. Dílo, jež pochází z Jižního Německa, vzniklo v 18. století a jeho autor je neznámý.[9]
- Mariánský oltář – Původní mariánský oltář, jehož stavbu financovalo z darů mariánské bratrstvo města Budyšína, byl nejprve v jižní lodi, ale s ohledem na evangelické věřící byl odstraněn. Ten současný je v chórovém ochozu. Nad jeho oltářním stolem stojí na dřevěné predelle pozdně gotický křídlový oltář, což je práce pocházející z Großenhainu (kolem roku 1450). Tento křídlový oltář nebyl ve vlastnictví chrámu, dostal se sem až během stavebních úprav v letech 1950–1957. Jen jeho střední skříň je originálem. Zobrazuje uprostřed Marii, napravo sv. Mikuláše z Myry, nalevo apoštola Bartoloměje.[9]
- Svátostný oltář – Na severní straně chóru se nachází ze dřeva vyřezaný polychromovaný svátostný oltář. Jedná se o dílo českého mistra Jana Hájka (1745–1800) z Mnichova Hradiště z roku 1783, které vzniklo na objednávku děkana Josefa Schüllera von Ehrenthal (1780–1794). Původním místem oltáře byla katolická kapitulní sakristie, takže se při jeho koncepci bral ohled na zdejší východní okno. V letech 1969–1970 byl tento oltář restaurován a nově přemístěn. Sestava je ve světle šedé a světle modré barvě, sochy v barvě slonoviny se zlacením. Na děkanovo přání měl oltář plnit dvě funkce: přijímání svátosti smíření a úschova hostií. Centrální část je lemována dvěma zpovědnicemi: napravo pro muže pod postavou apoštola Petra, nalevo pro ženy pod sochou Máří Magdaleny. Na oltářním stole ve tvaru sarkofágu stojí tabernákl, na němž je zobrazen beránek s vítěznou vlajkou na knize se sedmi pečetěmi, což je symbol Krista ze Zjevení Janova. Vpravo a vlevo od tabernáklu jsou kartušemi bohatě zdobené schránky s relikviemi. Toto ústřední seskupení je lemováno pilastry, před nimiž klečí postavy andělů se symboly víry (kříž) a naděje (kotva). Třetí symbol lásky je již zpřítomněn tabernáklem. Otevřená zadní stěna oltáře komponovaná pro světlo dopadající z okna sakristie je završena obloukem, jenž je obklopen anděly nesoucími Ježíšovo jméno.[9]

### Kostelní loď

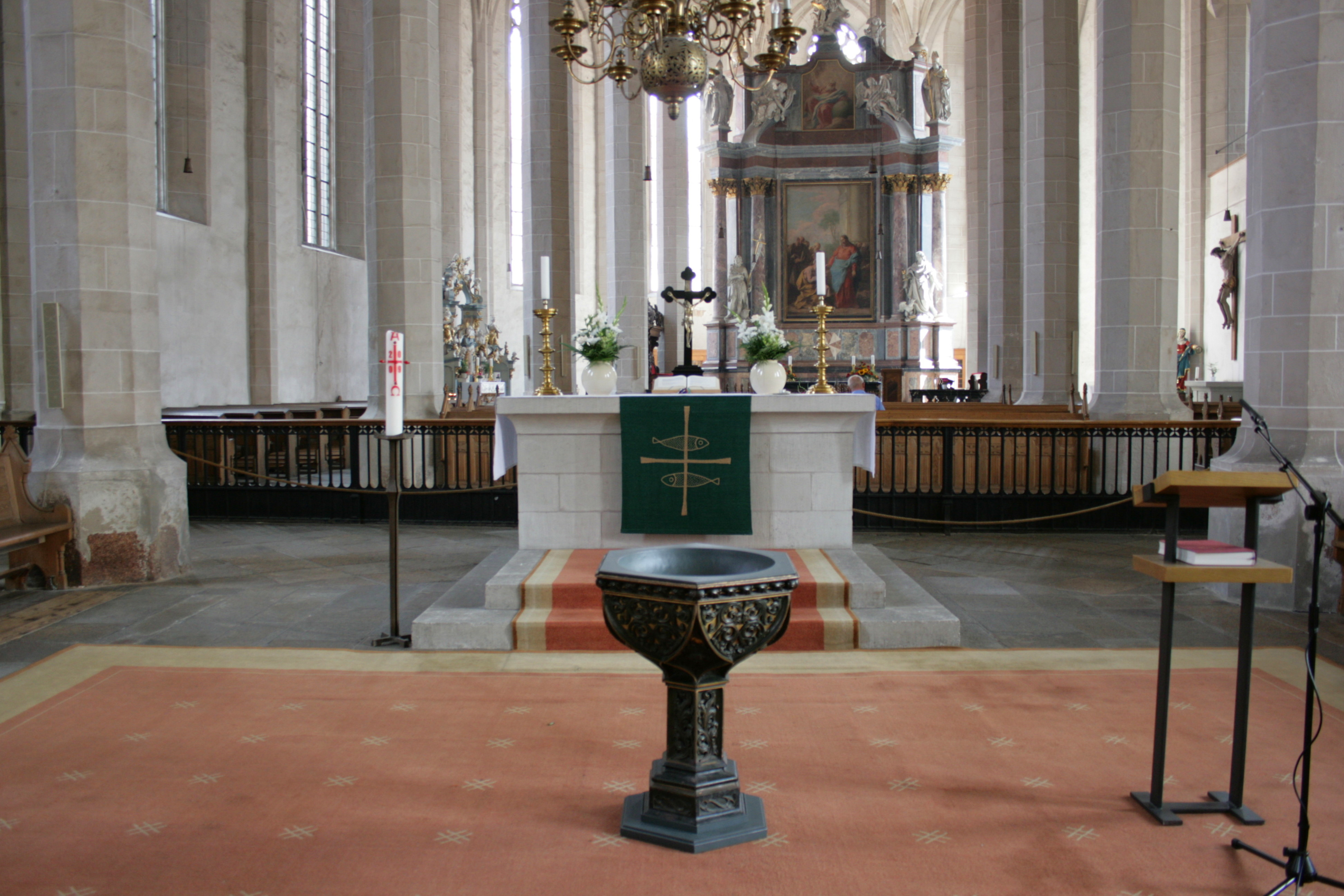
Interiér s evangelickým (v popředí) a katolickým oltářem (vzadu)

- Oltář Večeře Páně – Na místě dnešního evangelického oltáře Večeře Páně na východní stěně jižní lodi byl původně oltář schneeberského mistra Johannese Kreutera, který padl za oběť požáru v roce 1634. Současný barokní trojpatrový epitafní oltář vyřezaný ze dřeva, který byl zřízen v roce 1640, byl v 19. století dodatečně polychromován. Jeho tvůrcem je neznámý žitavský sochař. Jednotlivá zobrazení ukazují dole Krista s učedníky při poslední večeři, uprostřed Ukřižování, na jehož pozadí je město, které se velmi podobá Budyšínu v 17. století. Po stranách centrálního vyobrazení je vpravo Kristus na hoře Olivetské, vlevo pohřbívání Krista. Nejvyšší patro pak ztvárňuje Vzkříšení. Po stranách jsou dva andělé, ten vlevo drží žebřík, což je starozákonní symbol zmrtvýchvstání. Korunou oltáře je Kristus na duze jako vládce a soudce světa. Volbou témat poskytuje tento oltář výmluvné svědectví o evangelické zbožnosti a věrouce v tomto simultánním kostele.[9]
- Kazatelna v evangelické části chrámu, která nahrazuje starší kazatelny z let 1582 a 1643, je dílem budyšínského sochaře Wilkeho z roku 1817. Je ze dřeva, bíle polychromovaná a zlacená.[9]
- Patronátní lóže v jihozápadním rohu chrámu byla postavena na objednávku lužických stavů v letech 1673/74 pro jmenování kurprince Jana Jiřího lužickým fojtem se sídlem v Budyšíně. Jednotlivá pole parapetu jsou vypracována ze dřeva, lóže jsou zdobeny kartušemi, mezi nimiž jsou umístěni na piedestalech andělé s křížem, palmovou ratolestí a jinými insigniemi. Celková úprava vyvolává dojem knížecí či dvorní reprezentace.[9]

V obou částech dómu jsou křtitelnice z 19. století. Katolická křtitelnice je novogotická pískovcová nádoba s poklopem ve tvaru věže. Křtitelnice v evangelické části je kovovým odlitkem z Lauchhammeru.
V roce 2006 byla obnovena všechna chrámová okna, která dnes ztvárňují převážně pouze různé barevné elementy. Jen ve východním okně jižní lodi je podle návrhu evangelického faráře Burkarta Pilze a grafika Ralfa Reimanna nápis v pěti jazycích (němčina, lužická srbština, čeština, polština a hebrejština), respektive citát Žalmu 36,10: „U tebe je pramen žití, když ty jsi nám světlem, spatřujeme světlo“. Jazyky poukazují na regiony Horní Lužice a řeč Starého zákona stejně jako na židovské kořeny křesťanství a společné texty, které se modlí židé i křesťané.´V roce 2013 pověřila budyšínská kapitula sv. Petra sklářského výtvarníka Güntera Grohse vypracováním konceptu k úpravě šesti chórových oken a designu dvou oken v emporách v katolické části kostela. Ta byla vyrobena a sestavena v průběhu renovace interiéru chrámu v letech 2015–2016 firmou Glasmalerei Peters z Paderbornu.
Chrám je pohřebištěm duchovních, příslušníků šlechty a budyšínských měšťanů. Ti byli již ve 14. století pohřbíváni v okolí kostela na hřbitově, který zaujímal velkou část dnešního náměstí Fleischmarkt. Na zadní stěně hlavního oltáře se nacházejí bronzové náhrobní desky děkana Hieronyma Rupertiho († 1559) a katolického kněze, církevního reformátora a humanisty Johanna Leisentrita († 1586). Dalšími náhrobky jsou renesanční práce v bronzu a reprezentativní barokní náhrobky zobrazující mrtvého v životní velikosti nebo v podobě busty. Za pozornost stojí dále náhrobek děkana Martina Katmana von Mauruck, Anny Nostitzové a děkana Reinholda von Reichenau. V evangelické části se nacházejí bohatě vyřezávané dřevěné epitafy pro Georga Mättiga a Christopha Vitzthuma von Eckstädt ze 17. století. Bohatě umělecky zdobené jsou náhrobky v kryptě z období kolem roku 1670 v severní předsíni chrámu, jejíž vstup je tvořen raně barokní kovanou mříží. Na severní straně předsíně nad vchody do evangelické a katolické části se nachází obraz poslední večeře od Franze Wenzela Schwarze z roku 1881, jenž přicházejícím evangelickým a katolickým křesťanům naznačuje společná věroučná východiska.

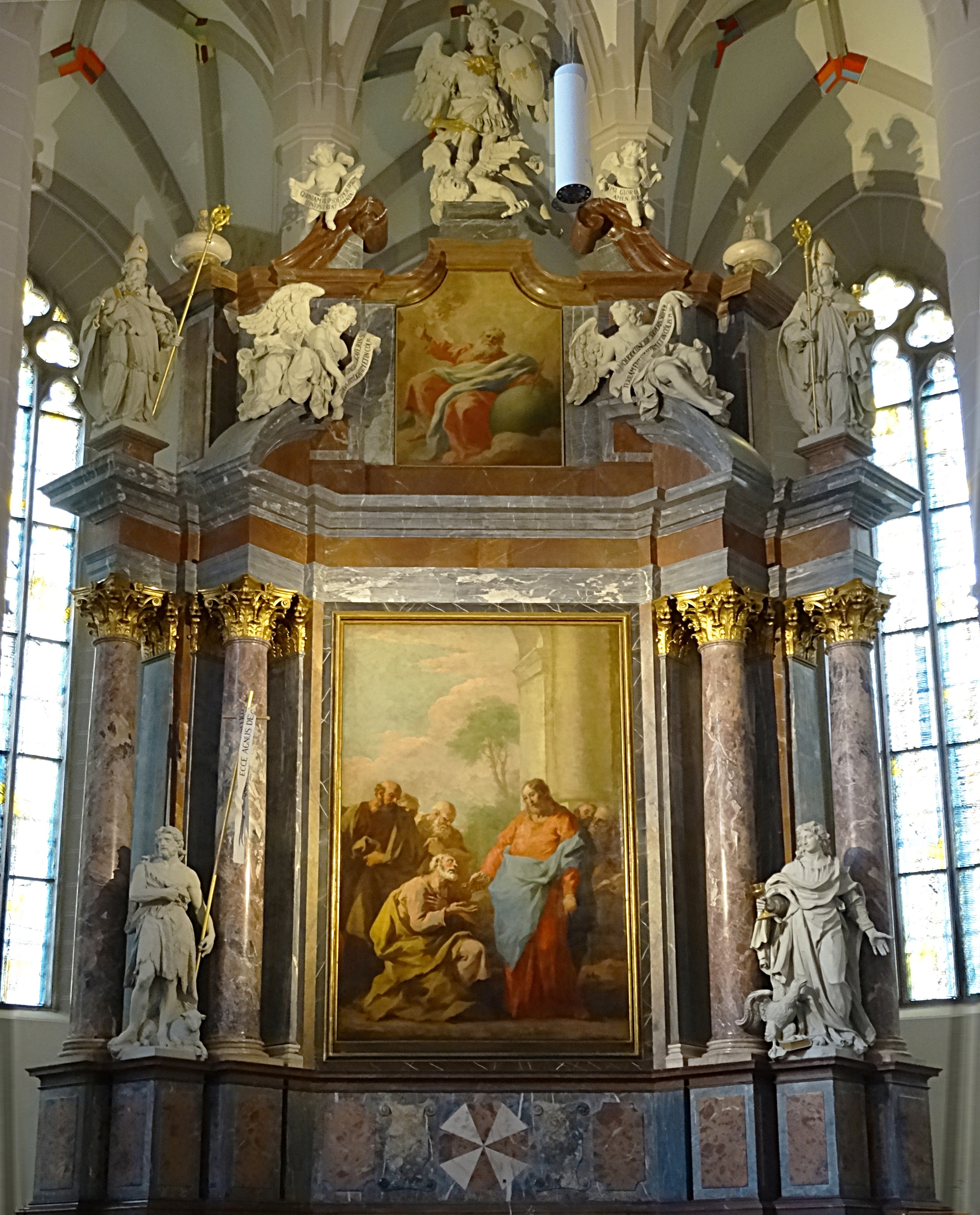
Hlavní oltář v katolické části
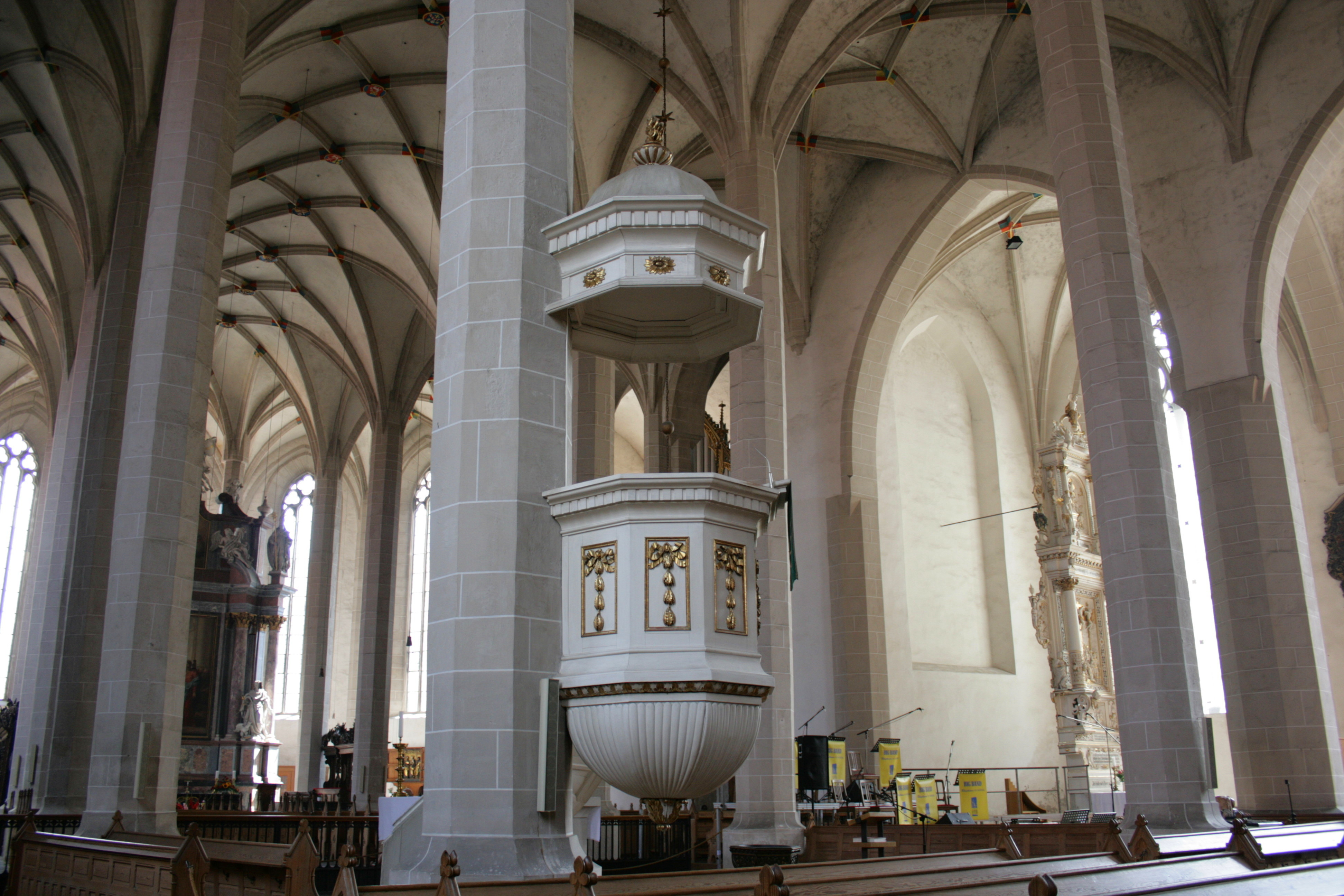
Kazatelna v evangelické části
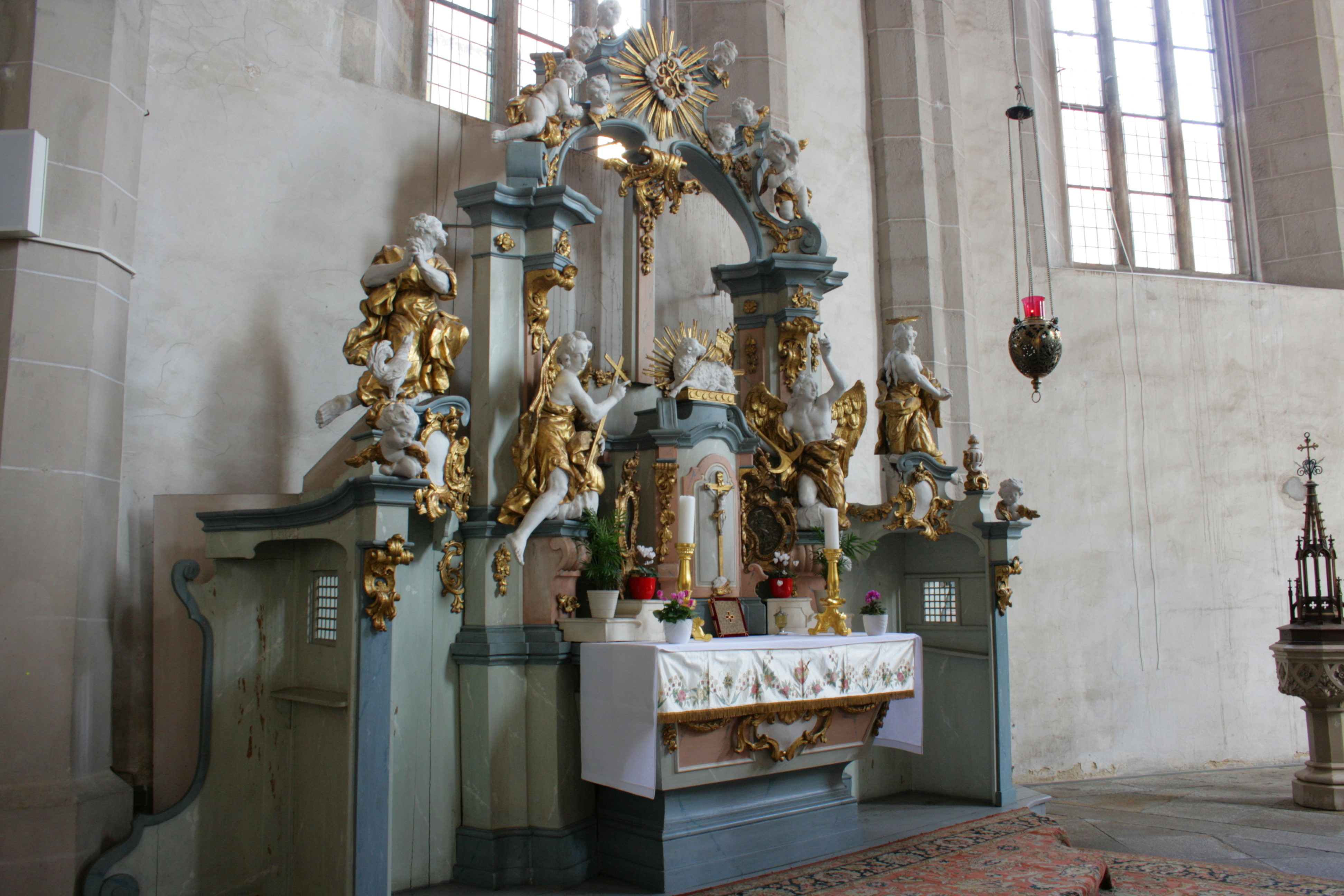
Boční oltář v katolické části
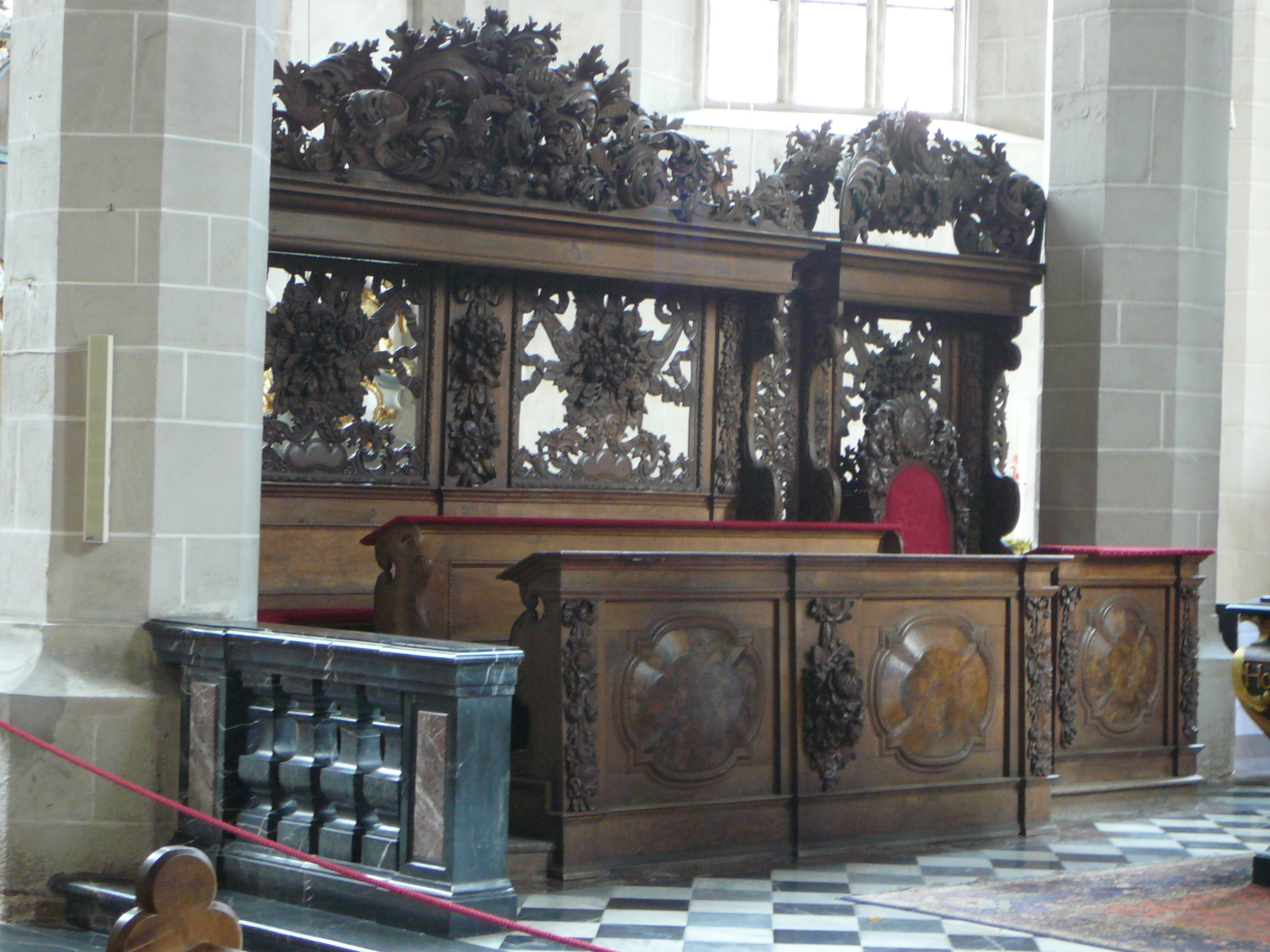
Chórová lavice
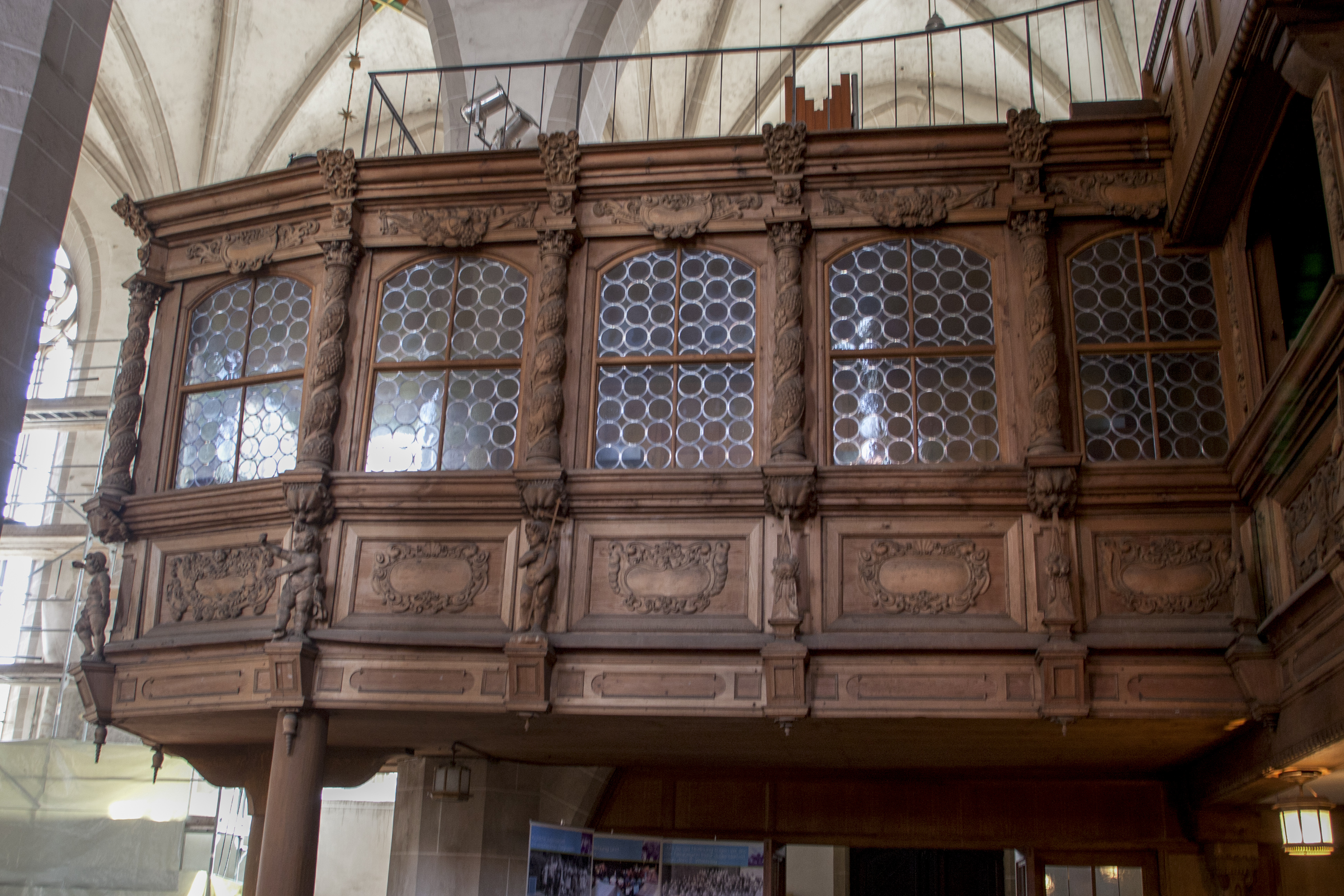
Patronátní lóže

## Varhany
Každá z obou částí chrámu je vybavena vlastními varhanami; oba nástroje jsou vzájemně akusticky sladěny.

### „Evangelické“ varhany

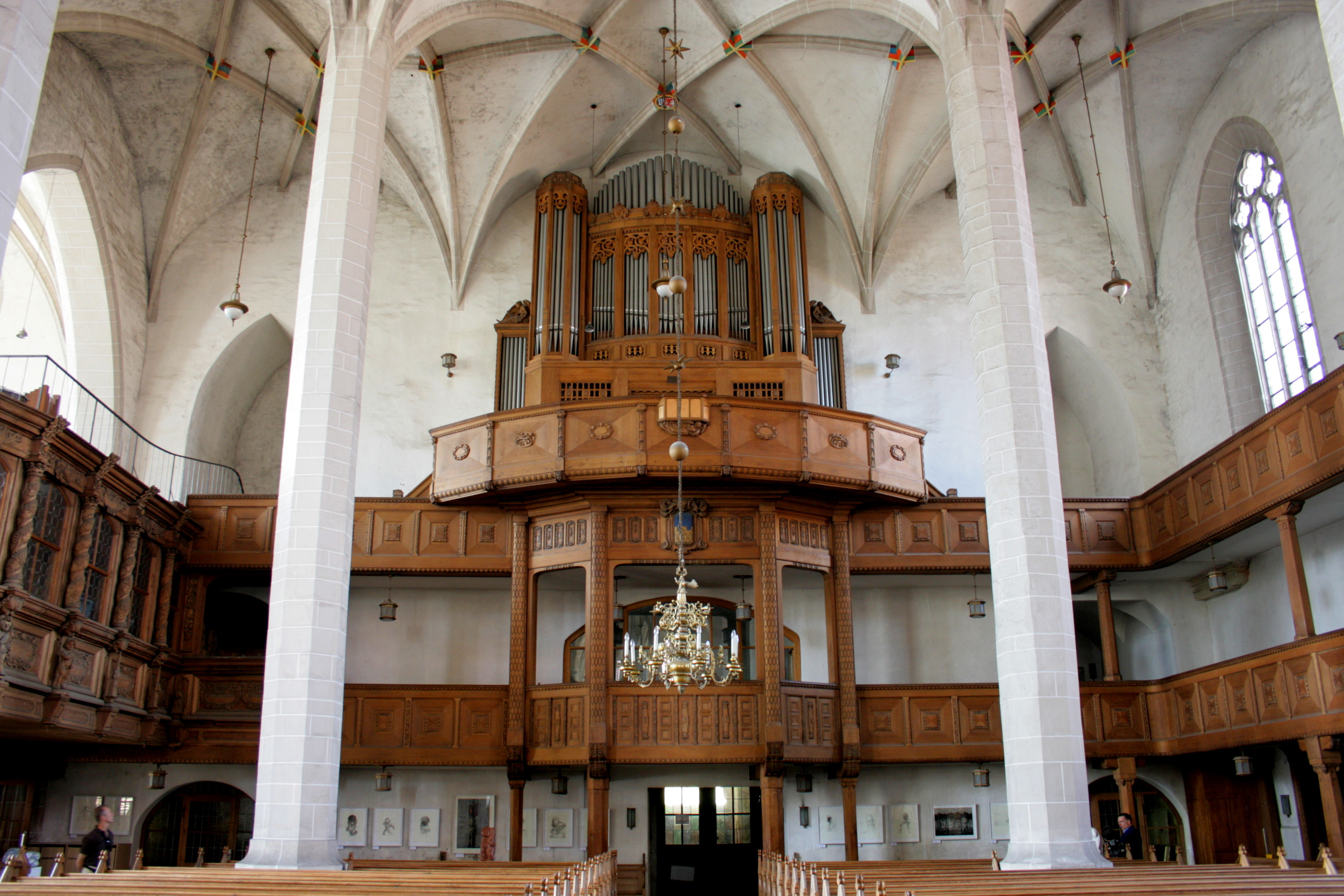
Evangelické varhany

Varhany v evangelické části byly postaveny v roce 1910 a jsou jedním z největších nástrojů, které kdy vytvořila varhanářská dílna Hermann Eule Orgelbau Bautzen. Osazení v emporách a prospekt varhan byl navržen architektem Fritzem Schumacherem. Nástroj má pneumatickou trakturu a 62 rejstříků na třech manuálech a pedálu. Restaurování v roce 2017 provedla budyšínská varhanářská firma Eule.
| I. manuál C–c4 |                  |      |
| 1.             | Principal        | 16′  |
| 2.             | Kryt             | 16′  |
| 3.             | Fagot            | 16′  |
| 4.             | Principal        | 8′   |
| 5.             | Gamba            | 8′   |
| 6.             | Roh kamzičí      | 8′   |
| 7.             | Dolce            | 8′   |
| 8.             | Flétna sólová    | 8′   |
| 9.             | Flétna trubicová | 8′   |
| 10.            | Trompeta         | 8′   |
| 11.            | Roh anglický     | 8′   |
| 12.            | Oktáva           | 4′   |
| 13.            | Fugara           | 4′   |
| 14.            | Flétna koncertní | 4′   |
| 15.            | Flétna lesní     | 2′   |
| 16.            | Kvinta šelest II | 2⁄3′ |
| 17.            | Kornet III       | 4′   |
| 18.            | Mixtura III-IV   | 2′   |

| II. manuál 1 C–c4 |                    |       |
| 19.               | Bourdon            | 16′   |
| 20.               | Principal flétnový | 8′    |
| 21.               | Violon             | 8′    |
| 22.               | Flétna koncertní   | 8′    |
| 23.               | Kvintatón          | 8′    |
| 24.               | Kryt               | 8′    |
| 25.               | Aeolina            | 8′    |
| 26.               | Vox coelestis      | 8′    |
| 27.               | Hoboj              | 8′    |
| 28.               | Oktáva             | 4′    |
| 29.               | Flétna trubicová   | 4′    |
| 30.               | Roh kamzičí        | 4′    |
| 31.               | Kvinta             | 2⁄3′  |
| 32.               | Oktáva             | 2′    |
| 33.               | Tercie             | 13⁄5′ |
| 34.               | Mixtura III        | 2′    |

| III. manuál 2 C–c4 |                       |      |
| 35.                | Kryt milý             | 16′  |
| 36.                | Principal houslový    | 8′   |
| 37.                | Fugara                | 8′   |
| 38.                | Flétna dutá           | 8′   |
| 39.                | Salicional            | 8′   |
| 40.                | Kryt                  | 8′   |
| 41.                | Flétna vzdálená       | 8′   |
| 42.                | Trompeta              | 8′   |
| 43.                | Klarinet              | 8′   |
| 44.                | Principal             | 4′   |
| 45.                | Violon                | 4′   |
| 46.                | Flétna otevřená       | 4′   |
| 47.                | Nasat                 | 2⁄3′ |
| 48.                | Piccola               | 2′   |
| 49.                | Mixtura II-III        | 2′   |
|                    | Tremulant (pro č. 39) |      |

| Pedál C–f1 |                  |     |
| 51.        | Podstav          | 32′ |
| 52.        | Principal basový | 16′ |
| 53.        | Violonbas        | 16′ |
| 54.        | Subbas           | 16′ |
| 55.        | Kryt basový      | 16′ |
| 56.        | Bas sladký       | 16′ |
| 57.        | Bas pozounový    | 16′ |
| 58.        | Bas oktávový     | 8′  |
| 59.        | Violoncello      | 8′  |
| 60.        | Bas flétnový     | 8′  |
| 61.        | Bas trompetový   | 8′  |
| 62.        | Bas oktávový     | 4′  |

- Spojky (pneumatické):
  - Normální spojky: II/I, III/I, III/II, I/P, II/P, III/P
  - Superoktávové spojky: II/I, III/II,
  - Suboktávové spojky: II/I, III/II,
- Hrací pomůcky: Pevné kombinace (piano, mezzoforte, chorál, forte, fortissimo, tutti), Generální spojky (č. 69–72), Rejstříkový pedál.

### „Katolické“ varhany

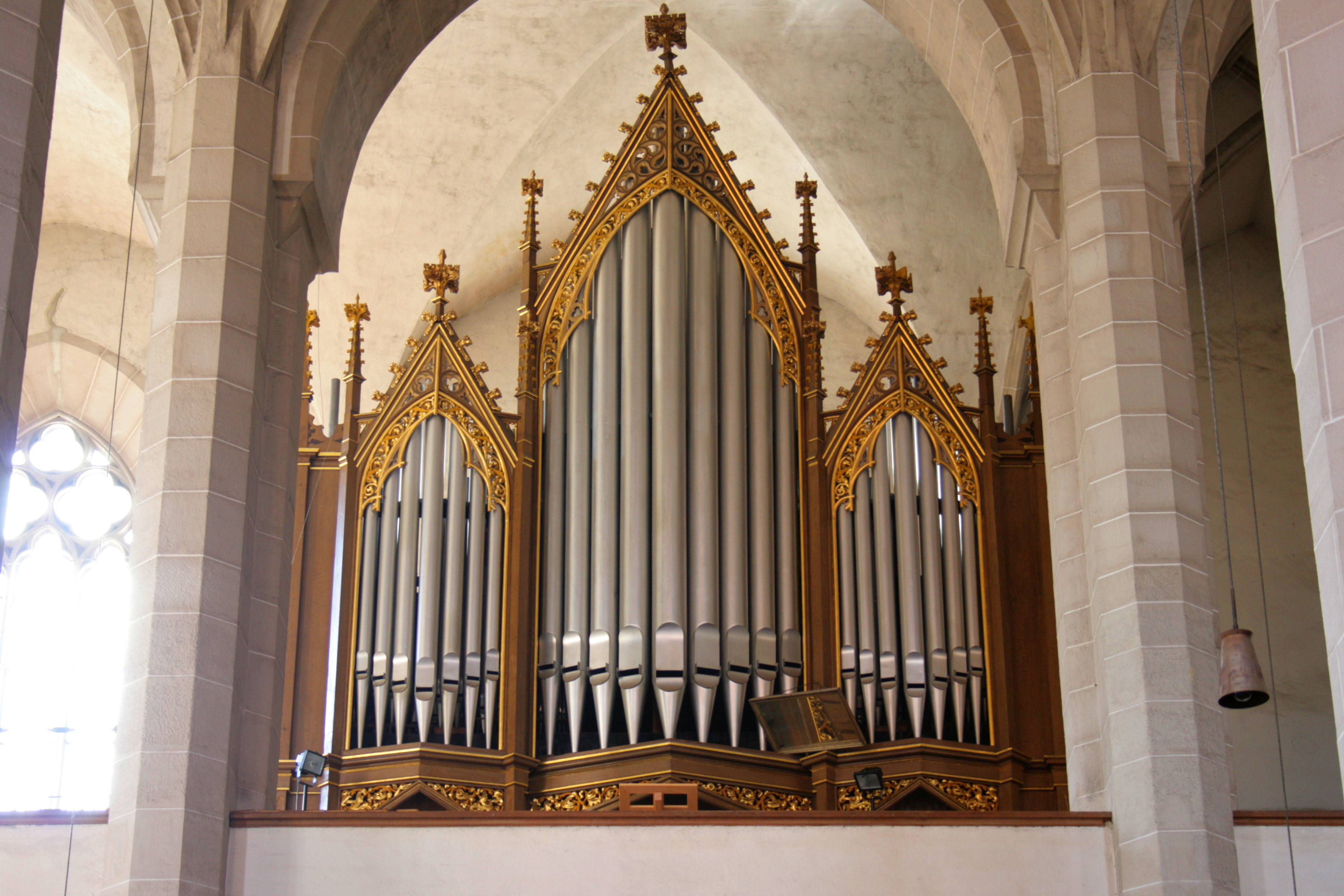
Katolické varhany

V katolické části chrámu stojí o něco menší varhany. Původně pocházejí od budyšínského varhanáře Leopolda Kohla, který je postavil roku 1866. V roce 1927 byly téměř všechny kovové píšťaly vyměněny firmou Eule a dispozice byla nepatrně pozměněna. Roku 1938 nahradila varhanářská firma Gebr. Jehmlich poslední zachovaný rejstřík z roku 1866 a doplnila nástroj jazykovým rejstříkem. V letech 1985–1986 byly varhany dalekosáhle renovovány a vráceny do stavu z roku 1938 (popř. 1866). Nástroj má 32 rejstříků na dvou manuálech a pedálu. Hrací a rejstříkové traktury jsou mechanické.
| I. Hlavní manuál |                  |      |
| 1.               | Principal        | 16′  |
| 2.               | Oktáva           | 8′   |
| 3.               | Flétna koncertní | 8′   |
| 4.               | Roh kamzičí      | 8′   |
| 5.               | Gamba            | 8′   |
| 6.               | Oktáva           | 4′   |
| 7.               | Flétna špičatá   | 4′   |
| 8.               | Kvinta           | 2⁄3′ |
| 9.               | Oktáva           | 2′   |
| 10.              | Kornet III       |      |
| 11.              | Mixtura IV       | 1⁄3′ |
| 12.              | Trompeta         | 8′   |

| II. Horní manuál |                  |      |
| 13.              | Kvintada         | 16′  |
| 14.              | Principal        | 8′   |
| 15.              | Kryt             | 8′   |
| 16.              | Salicional       | 8′   |
| 17.              | Dolce            | 8′   |
| 18.              | Oktáva           | 4′   |
| 19.              | Flétna trubicová | 4′   |
| 20.              | Nasat            | 2⁄3′ |
| 21.              | Oktáva           | 2′   |
| 22.              | Superkvinta      | 1⁄3′ |
| 23.              | Mixtura III      | 1′   |

| Pedál |                  |     |
| 24.   | Podstav          | 32′ |
| 25.   | Principal basový | 16′ |
| 26.   | Subbas           | 16′ |
| 27.   | Violonbas        | 16′ |
| 28.   | Bas oktávový     | 8′  |
| 29.   | Kryt basový      | 8′  |
| 30.   | Violoncello      | 8′  |
| 31.   | Bas oktávový     | 4′  |
| 32.   | Pozoun           | 16′ |

- Spojky: II/I, I/P

## Zvony
| Č. | Jméno                         | Rok odlití | Kovolitec                   | Hmotnost (kg) | Tón  |
| -- | ----------------------------- | ---------- | --------------------------- | ------------- | ---- |
| 1  | Velký zvon (Große Glocke)     | 1837       | Friedrich Gruhl, Kleinwelka | 2784          | a0   |
| 2  | Kostelní zvon (Kirchglocke)   | 1837       | Friedrich Gruhl, Kleinwelka | 1355          | cis1 |
| 3  | Večerní zvon (Abendglocke)    | 1837       | Friedrich Gruhl, Kleinwelka | 767           | e1   |
| 4  | Oktávový zvon (Oktavglocke)   | 1837       | Friedrich Gruhl, Kleinwelka | 306           | a1   |
| 5  | Ohlasný zvon (Vorläuteglocke) | 1837       | Friedrich Gruhl, Kleinwelka | 151           | cis2 |

## Zajímavosti
Po vleklých sporech mezi luterány a katolíky uzavřela roku 1543 budyšínská městská rada s kapitulou první smlouvu, která upravovala užívání kostela oběma konfesemi. Další smlouvy následovaly v 16. století ve funkčním období děkana Johanna Leisentrita, a to i v případě externího majetku, jako je farnost Gaussig (Huska). Během českého stavovského povstání (1619/20) byla katolická kolegiátní kapitula sv. Petra krátce vypovězena z chrámu. Poté byl obnoven původní stav.
Na věži je vnější výtah, který věžník používá k vytažení svých nákupů. Věž je totiž jako jedna ze dvou věží v Německu stále obydlena věžníkem.
83 m vysoká chrámová věž je přístupná veřejnosti a slouží k vyhlídkám po okolí. Po vystoupání 238 schodů lze navštívit vyhlídkové prostory pod věžní bání ca ve výšce 53 m, což je nejvyšší veřejnosti přístupný bod města.
Mezi obyvateli města Budyšína je známo, že špatné počasí přijde tehdy, když chrám vydává charakteristický kvílivý zvuk. Důvodem toho je skutečnost, že konstrukce chrámové věže za silného větru vydává zvuk slyšitelný po celém městě. Vzhledem k tomu, že silný vítr zpravidla ohlašuje začátek bouřky, je zvuk chrámu považován za jakési znamení.